# 雷公
雷公一詞出自劉向的《戰國策》。在中國神話傳說中，是掌管雷的神明。亦叫作「豐隆」、「雷師」、「雷神」，世稱「雷公」，常與司掌閃電之神的「電母」一起被提起。雷公，屬陽，故稱公；電母，屬陰，故稱母。雷公壽誕日為8月24日。一般只在祈求雨雪時才奉祀電母，但專門奉祀雷公的較常見。

## 形象的轉變
- 《山海經》中記載雷神是「龍身而人頭，鼓其腹」，是為獸形。[1]
- 黄帝时期的医学家、黄帝臣子，记载于《黄帝内经》、《伤寒论》、《千金翼方》等古典医书。
- 漢朝賈充《論衡》中所描述的雷神為「若力士之容，謂之雷公。使之左手引連鼓，右手推椎，若擊之狀。其意以為雷聲隆隆者，連鼓相扣擊之音也」是為人形。
- 魏晉南北朝，雷公又變為獸形。
- 干寶《搜神記》記載雷神是「色如丹，目如鑑，毛角長三尺，狀如六畜，似獼猴桃」。
- 有人認為《封神榜》中的雷震子被封做了雷公。
- 目前雷公神像大多作為力士之狀，裸胸袒腹，背插雙翅，額具三日，臉赤若猴，下巴長銳，足似鷹爪。左手執鍥，右手執鎚，作欲擊狀。從頂至旁，環懸連鼓五個，左足盤躡鼓。

## 图库

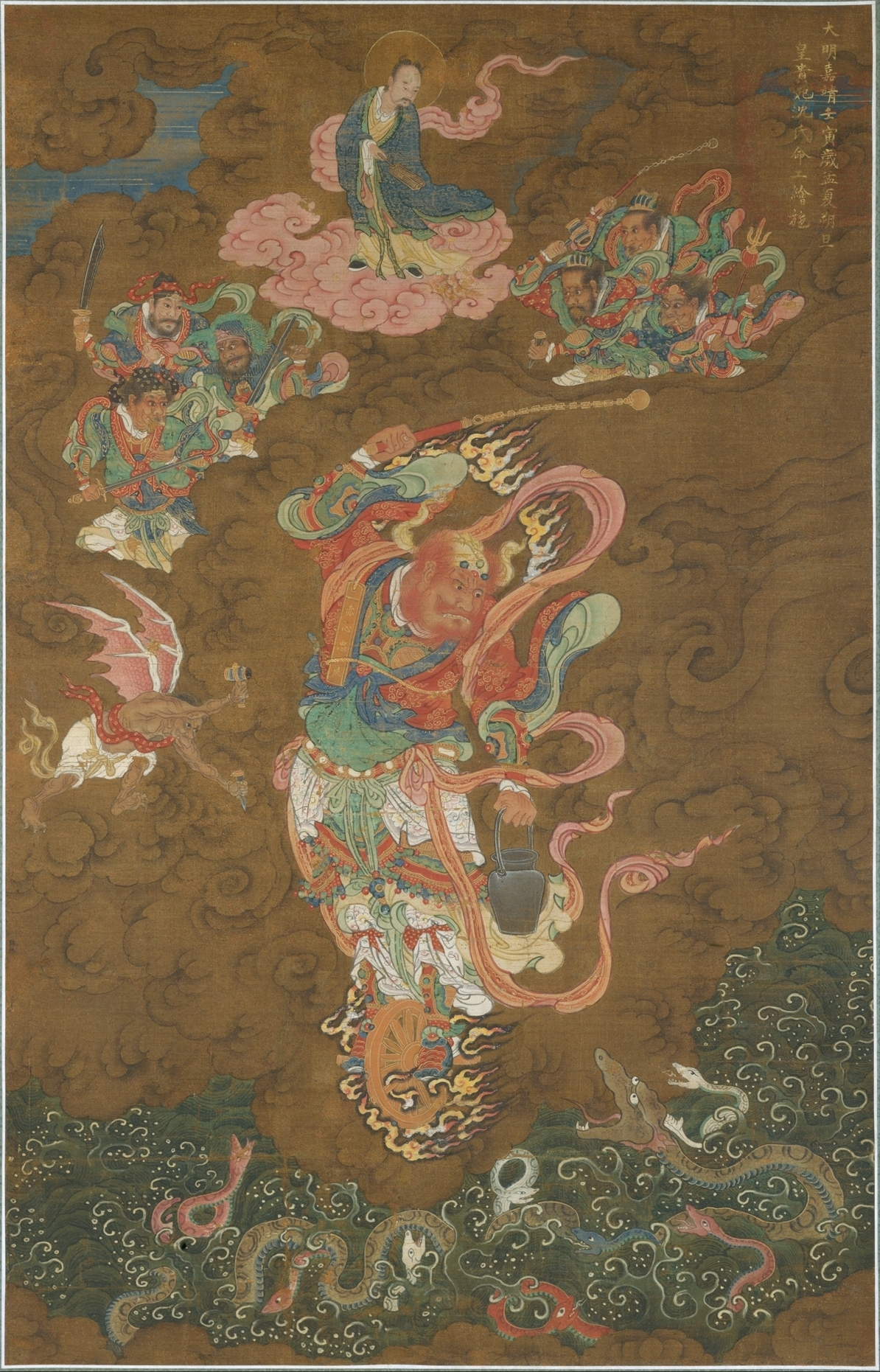
大都會博物館所藏《明嘉靖佚名王元帥圖軸》
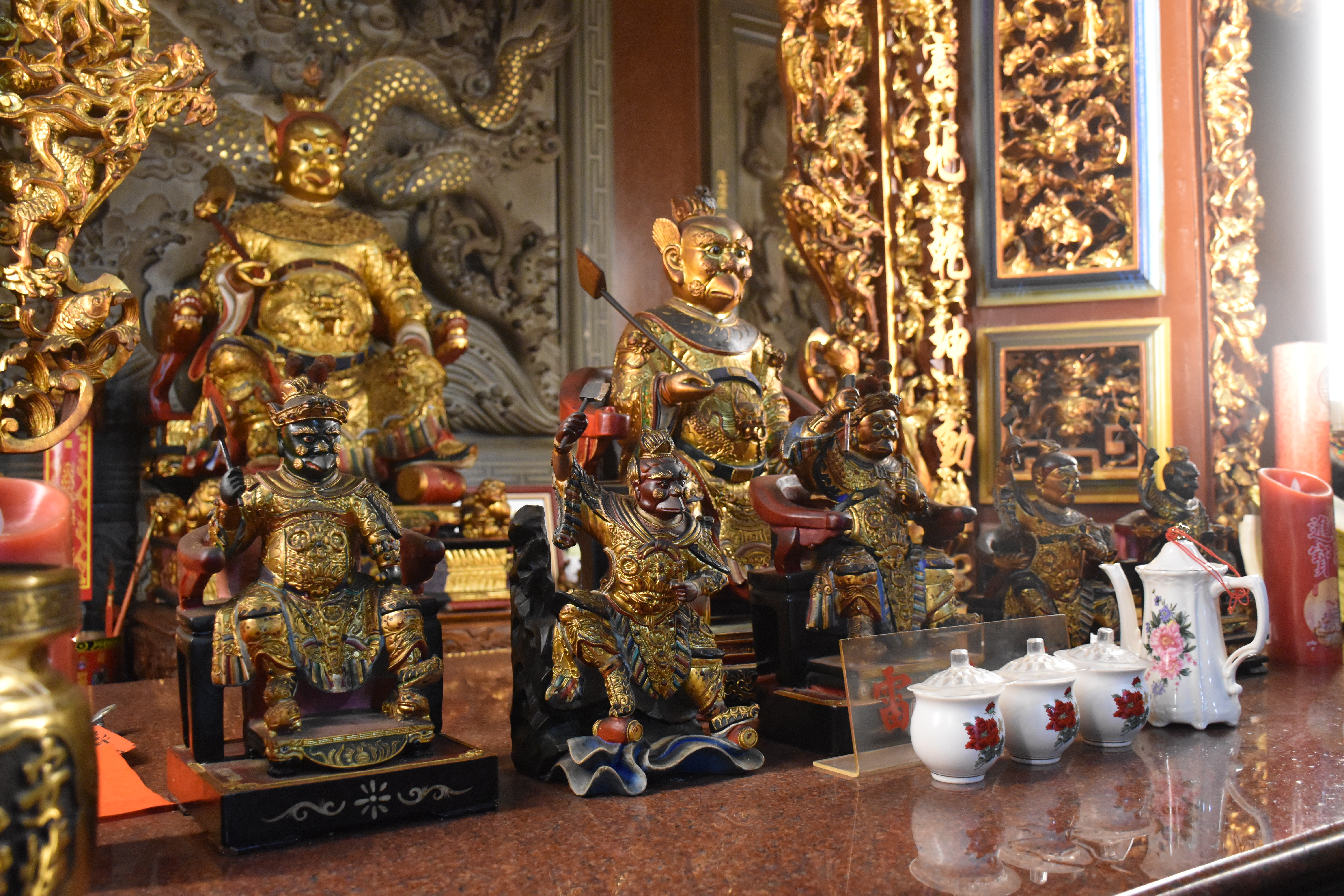
臺灣新北市中和區霹靂宮的神像。
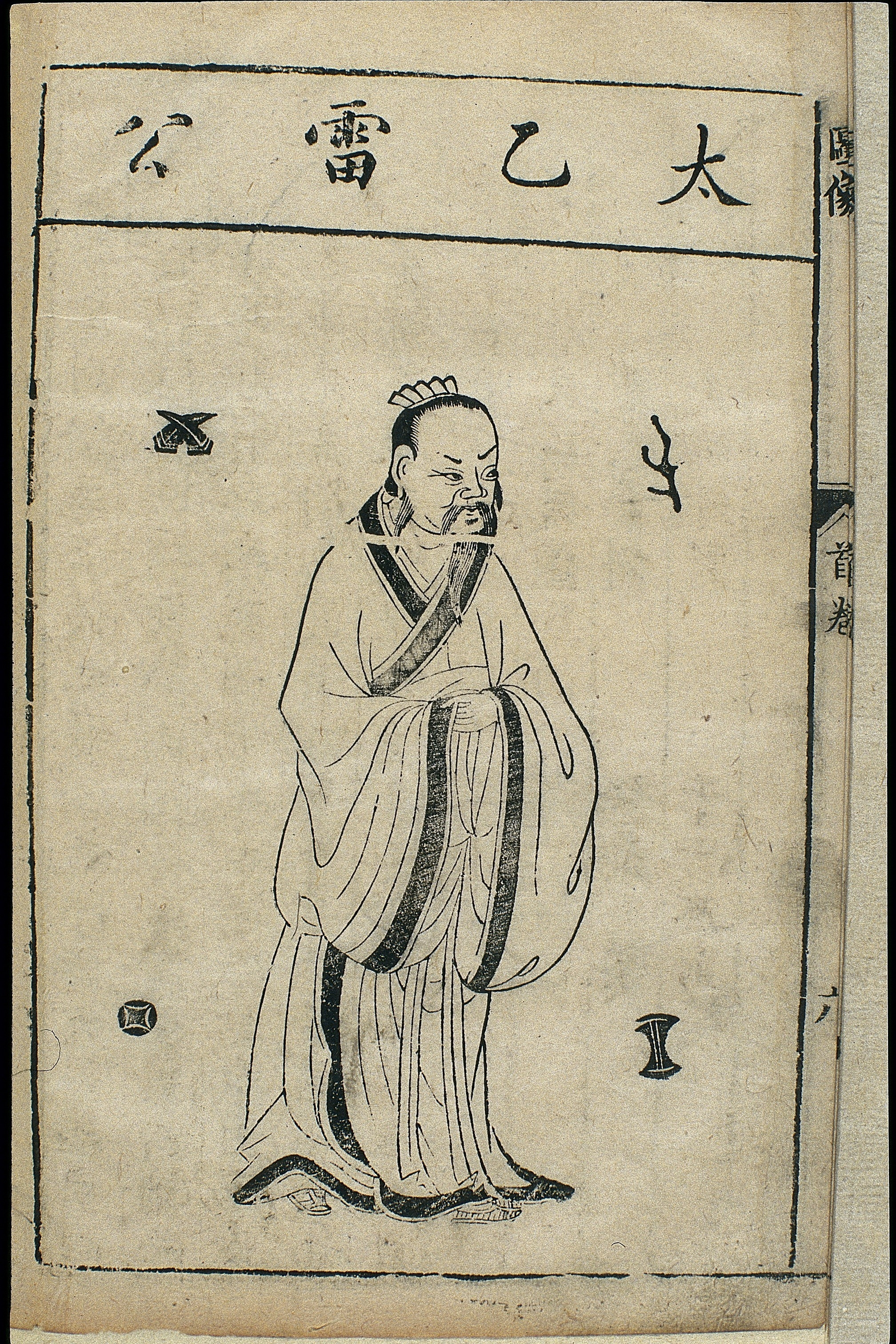
万历刻本《本草蒙筌》卷首载“历代名医图”中的雷公像，转绘自《医学源流》

## 外部連結
- 雷公 （页面存档备份，存于）